# Maculinea caeca
Maculinea caeca är en fjärilsart som beskrevs av Courvoisier 1914. Maculinea caeca ingår i släktet Maculinea och familjen juvelvingar. Inga underarter finns listade i Catalogue of Life.